# 8.º governo da Monarquia Constitucional
O 8.º governo da Monarquia Constitucional, ou 3.º governo do Setembrismo, nomeado a 1 de junho de 1837 e exonerado a 10 de agosto de 1837, foi presidido por António Dias de Oliveira (a partir de 2 de junho), se bem que o cargo de presidente do Conselho de Ministros ainda não estava juridicamente definido.
A sua constituição era a seguinte:
| Cargo                                                                   | Detentor | Detentor                                        | Período                                   |
| ----------------------------------------------------------------------- | -------- | ----------------------------------------------- | ----------------------------------------- |
| Presidente do Conselho de Ministros                                     |          | Totalidade do Conselho de Ministros             | 1 de junho de 1837 a 2 de junho de 1837   |
| Presidente do Conselho de Ministros                                     |          | António Dias de Oliveira (1804–1863)            | 2 de junho de 1837 a 10 de agosto de 1837 |
| Ministro e Secretário de Estado dos Negócios do Reino                   |          | António Dias de Oliveira (1804–1863)            | 1 de junho de 1837 a 10 de agosto de 1837 |
| Ministro e Secretário de Estado dos Negócios Eclesiásticos e de Justiça |          | António Dias de Oliveira (interino) (1804–1863) | 1 de junho de 1837 a 10 de agosto de 1837 |
| Ministro e Secretário de Estado dos Negócios da Fazenda                 |          | João de Oliveira (1788–1852)                    | 1 de junho de 1837 a 10 de agosto de 1837 |
| Ministro e Secretário de Estado dos Negócios da Guerra                  |          | Visconde de Bóbeda (1777–1838)                  | 1 de junho de 1837 a 10 de agosto de 1837 |
| Ministro e Secretário de Estado dos Negócios da Marinha e Ultramar      |          | Visconde de Bóbeda (interino) (1777–1838)       | 1 de junho de 1837 a 10 de agosto de 1837 |
| Ministro e Secretário de Estado dos Negócios Estrangeiros               |          | Manuel de Castro Pereira (1778–1863)            | 1 de junho de 1837 a 10 de agosto de 1837 |